# 23578 Baedeker
23578 Baedeker è un asteroide della fascia principale. Scoperto nel 1995, presenta un'orbita caratterizzata da un semiasse maggiore pari a 3,1177740 UA e da un'eccentricità di 0,1475207, inclinata di 1,77047° rispetto all'eclittica.